# Дом Энн Хатауэй
Дом Энн Хатауэй (англ. Anne Hathaway's Cottage) — это старинное жилое здание с двенадцатью комнатами, где в детстве жила Энн Хатауэй, жена английского поэта и драматурга Уильяма Шекспира, считающегося величайшим англоязычным писателем. Дом находится в деревне Шоттери примерно в 1,6 км к западу от центра Стратфорда-на-Эйвоне, в графстве Уорикшир, Англия. Просторное здание в настоящее время окружено обширными садами и стало популярной достопримечательностью.

## История
После смерти отца Энн Хатауэй дом принадлежал её брату Бартоломью. Здание оставалось в собственности семьи Хатауэй около 300 лет, вплоть до 1846 года, когда знаменитый дом из-за финансовых проблем пришлось продать. Новые хозяева около 50 лет сдавали здание и окружающие земли в аренду.
В 1892 году здание приобрёл Фонд памяти Шекспира. В ходе проведённой им реставрации были удалены все поздние пристройки и устранены изменения фасада: зданию вернули тот вид, которое оно имело в XVII веке, и с тех пор его принято называть Домом Энн Хатауэй.
В 1969 году дом был серьёзно повреждён сильным пожаром. Но вскоре Фонд провёл ремонт и тщательную реставрацию. Уже несколько десятилетий здесь работает музей.
Правда, ряд исследователей считает рассказы о том, что Энн Хатауэй проживала в этом здании просто легендой, возникшей в более поздние времена, чем творил Шекспир. Во всяком случае сведения о юности его супруги очень скудны.

## Описание
Каркас здания построен из деревянных опор, балок и перекрытий. В целом это типичная постройка Тюдоровской сельской архитектуры. Самая старая часть дома была построена ещё до XV века. Второй этаж появился в XVII веке.
Во времена Шекспира дом был известен как ферма Хьюлендс. В собственности хозяев также имелось более 90 акров (36 гектаров) окружающих земель. Очевидно, что отец Энн Хатауэй был очень зажиточным человеком, хоть и считался фермером. Столь просторный дом с большим количеством комнат для XVI века был редким исключением для большинства английских земледельцев.
Как и во многих домах того периода, здесь имелось несколько дымоходов для равномерного распределения тепла по всему зданию в холодное время года. Самый большой дымоход был расположен над камином, который одновременно служил для приготовления пищи.

## Сад
В обширном саду размещены статуи, посвященные разным произведениям Уильяма Шекспира.
- История пьесы, 
скульптор Джейн Лоуренс
- Титания и Боттом, 
скульптор Джемма Смит
- Король Лир, 
скульптор Эве Померанц
- Фальстаф. Что есть честь?
скульптор Нильс Хельвиг Торсен
- Гамлет. Что ты сделаешь ради неё?
скульптор Майкл Фирпо-Капиелло
- Брут? 
скульптор Айзек Грэхам

## Копии дома
В нескольких странах поклонниками творчества Уильяма Шекспира созданы копии Дома Энн Хэтэуэй в натуральную величину.
- Бедфордейл, Западная Австралия, Австралия.
- Комплекс English Inn, Виктория, Британская Колумбия, Канада.
- Колледж Одесса, Техас, США.
- Стонтон, Виргиния, США[2][3].
- Вессингтон-Спрингс, Южная Дакота, США[4].

## Галерея
- Дорожка у дома
- Дом со стороны сада
- Одна из спален внутри дома
- Дом и сад зимой